# George Edward Massee
George Edward Massee (n. 20 decembrie 1845, Scampston, districtul Ryedale – d. 17 februarie 1917, Sevenoaks) a fost un botanist, fitopatolog, lichenolog, micolog și ilustrator științific englez. Abrevierea numelui său în cărțile științifice este Massee.

## Biografie

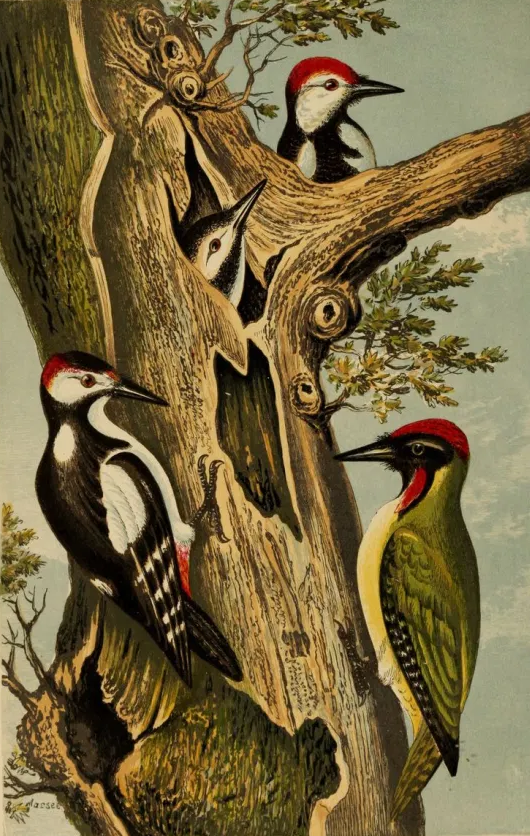
G. E. Massee - Ciocănitoare

Fiul unei familii de fermieri a fost trimis la scoală la vârsta de zece ani la Downing College, un colegiu constitutiv al Universității din Cambridge, pe care a vizitat-o timp de șapte ani, dar fără absolvire de diplomă. A arătat devreme talentul pentru desen și istoria naturală. Astfel, în 1867, a publicat o lucrare ilustrată despre ciocănitoare din Anglia în The Intellectual Observer cu o placă, mai departe a întocmit un portofoliu de picturi botanice. În urma acestuia a câștigat medalia națională anuară a „Școlii de Artă” din York.
Deși fusese hotărât că George ar avea să urmeze pașii tatălui său ca fermier, el, întotdeauna gata de aventură, a acceptat cu ușurință sugestia rudei mamei sale Richard Spruce of Ganthorpe Welburn and Coneysthorpe (1817-1893), botanist, briolog și unul din marii exploratori ai Epocii victoriene, de a vizita împreună cu dânsul Indiile Occidentale și America de Sud, fiind educat în acest timp de Spruce în botanică. Tânărul Massee a călătorit astfel atât în țările estice, cât și în cele occidentale ale acelui continent și, pe lângă realizarea colecțiilor botanice, a trimis mase de plante vii acasă. Înapoiat, Massee s-a alăturat Legiunii Străine, sperând să lupte în Războiul franco-german, dar, după ce acesta a fost aproape încheiat și Franța învinsă, a fost nevoit să se întoarcă acasă la fermă. Acolo în Yorkshire, Massee a dezvoltat un interes deosebit pentru ciuperci pe care le-a ilustrat, picturile sale atrăgând atenția lui Mordecai Cubitt Cooke, primul șef al departamentului de micologie și criptogamie al instituției Royal Botanic Gardens, Kew din Kew, Londra. După ce Massee, încurajat de Cooke, s-a mutat la Londra, a început o serie de publicații ambițioase despre ciuperci, a susținut prelegeri publice și, de asemenea, a lucrat pe scurt la Muzeul de Istorie Naturală din Londra. De la Cooke a preluat conducerea revistei micologice Grevillea în 1892. Astfel securizat financiar, s-a căsătorit tot în 1892 cu Emily Jane Aldridge (1872-1944) cu care a avut fiica Ivy (1895-1951), și ea ulterior o micologă și ilustratoare științifică. Când, în 1893, Cooke a intrat la pensie, Massee l-a înlocuit în funcție pe care a păstrat-o până ce el însuși s-a retras în 1915. Succesoarea lui a fost Elsie Maud Wakefield (1886-1972). 
În 1896 Massee a co-fondat British Mycological Society („Societatea Britanică de Micologie”) și a fost ales primul ei președinte (până în 1898). În perioada 1899-1903, a fost președintele al Quekett Microscopical Club, o societate de savanți pentru promovarea microscopiei, fondată în 1865. În 1902 a fost onorat cu Victoria Medal of Honour. 

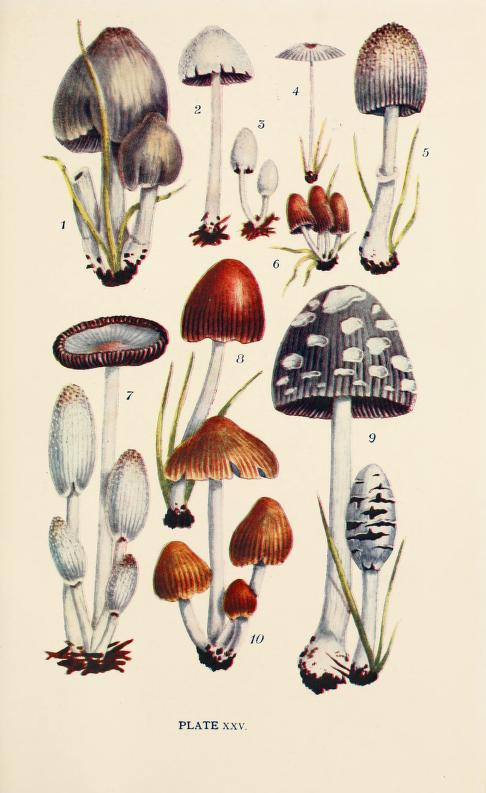
I. Massee - Genul Coprinus

Massee a publicat peste 250 de cărți, documente și articole, științifice și populare, fiind cunoscut mai ales pentru publicațiile sale despre microfloristică și sistematică. Cele mai importante lucrări au fost opera sa principală în 4 volume The British fungus flora („Flora ciupercilor britanice”), publicată între 1892 și 1895, European fungus flora: Agaricaceae („Flora fungică europeană: Agaricaceae”) din 1902, The fungus flora of Yorkshire („Flora fungică din Yorkshire”), apărută în 1905 și scrisă împreună cu compatriotul său Charles Crossland (1844-1916) și, în sfârșit, British fungi with a chapter on lichens „Ciuperci britanice cu un capitol despre licheni” din 1911, în care s-a ocupat cu Phycomycetes și Ustilaginales britanici, cartea cu peste 550 pagini fiind prevăzută cu 40 plăci colorate de către fiica sa Ivy Massee .
Micologi din toate părțile lumii au aflat cu mare regret de moartea savntului, care s-a petrecut pe 17 februarie 1917 în casa sa la Sevenoaks după o boală scurtă. Colegul său John Ramsbottom a spus în necrologul pentru Massee din 1917, că „Deși adesea strălucitor, el a fost adesea neglijent: dacă ar fi avut vreo capacitate de a suferi, ar fi fost un geniu”.
Referințe pentru biografie: 

## Taxoni descriși de Massee (selecție)
| - Castoreum, gen, Cooke & Massee, 1887 (Agaricomycetes) - Chlorophyllum, gen, Massee, 1898 (Agaricales) - Metraria, gen, Cooke & Massee, 1891 (Agaricales) - Protoglossum Massee, 1891 (Agaricales) - Amanita ochrophylla (Cooke & Massee, 1889) Cleland, 1924 (Amanitaceae) - Calvatia flava (Massee, 1887) Kreisel, 1992 (Agaricaceae) - Chlorophyllum esculentum Massee, 1898 (Agaricaceae) - Chlorophyllum molybdites (G. Mey.) Massee, 1898 (Agaricaceae) - Chlorophyllum subfulvidiscum Massee, 1898 (Agaricaceae) - Chlorophyllum subrhacodes Massee, 1898 (Agaricaceae) - Chlorophyllum venenatum Massee, 1898 (Agaricaceae) - Craterellus verrucosus Massee, 1906 (Cantharellaceae) | - Hypholoma brunneum (Massee, 1899) D.A.Reid, 1956 (Strophariaceae) - Lentinus egregius Massee, 1910 (Polyporaceae) - Leratiomyces ceres (Cooke & Massee, 1885) Spooner & Bridge, 2008 (Strophariaceae) - Lycoperdon vittadinii Massee (1887), (Agaricaceae) - Metraria insignis (Cooke & Massee, 1891) Sacc., 1891 (Agaricaceae) - Mucronella pendula (Massee, 1901) R.H.Petersen, 1980 (Clavariaceae) - Mycena olivaceomarginata (Massee) Massee, 1893 (Mycenaceae) - Otidea alutacea (Pers.) Massee, 1895 (Pyronemataceae) - Panus bartlettii Massee, 1907 (Polyporaceae) - Pleurotus colae Massee, 1912 (Pleurotaceae) - Pleurotus colensoi Berk. ex Massee, 1899 (Pleurotaceae) - Pleurotus cretaceus Massee, 1899 (Pleurotaceae) | - Pleurotus inconspicuus Massee, 1892 (Pleurotaceae) - Pleurotus macilentus Massee, 1901 (Pleurotaceae) - Pleurotus membranaceus Massee, 1901 (Pleurotaceae) - Pleurotus polyphemus (Cooke & Massee, 1885) Sacc., 1891 (Pleurotaceae) - Pleurotus sulciceps (Cooke & Massee, 1885) Sacc. 1891 (Pleurotaceae) - Protoglossum luteum Massee, 1891 (Polyporaceae) - Ramularia necator Massee, 1898 (Mycosphaerellaceae) - Termitomyces umkowaan (Cooke & Massee, 1891) D.A.Reid, 1975 (Lyophyllaceae) - Tricholoma inamoenum var. insigne Massee, 1893 (Tricholomataceae) - Tylopilus funerarius (Massee, 1909) Pegler & T.W.K.Young, 1981 (Boletaceae) |

## Genuri și specii denumite în onoarea savantului
| - Masseea, gen, Sacc., 1889 (Helotiales) - Masseeëlla, gen, Dietel, 1895 (Pucciniales) - Masseeola, gen, O.Kuntze, 1891, azi Sparassis Fr., 1819 (Sparassidaceae) - Masseerina, gen, Lloyd, 1920; (Agaricomycetes) - Acremonium masseei (Sacc.) W.Gams, 1971, o anamorfă a Hypocreales | - Ascobolus masseei Sacc. & P.Syd. 1899 (Ascobolaceae) - Cortinarius masseei Bidaud, Moënne-Locc. & Reumaux, 1993 (Cortinariaceae) - Didymium masseeanum Sacc. & P.Syd., 1899 (Didymiaceae) - Entoloma masseei Courtec., 1984 (Entolomataceae) - Helminthosporium masseeanum Teng, 1936, azi Corynespora masseeanum P.M.Kirk, 2014 (Corynesporascaceae) - Humaria masseeana Sacc. & D.Sacc., 1906 (Pyronemataceae) | - Marasmius masseei Tkalčec & Mešić, 2010 (Marasmiaceae) - Microporus masseei O.Kuntze, 1898 (Polyporaceae) - Ocellaria masseeana Sacc. & P.Syd., 1899 (Dermateaceae) - Patellaria masseea Rodway, 1922 (Patellariaceae) - Sporisorium masseeanum Vánky, 2000, azi Anthracocystis masseeana McTaggart & R.G.Shivas, 2012 (Ustilaginaceae) - Trichosporum masseei Sacc. 1913, azi Acremonium masseei T.Kiyuna, 2011 (Hypocreaceae) |

## Publicații (selecție)

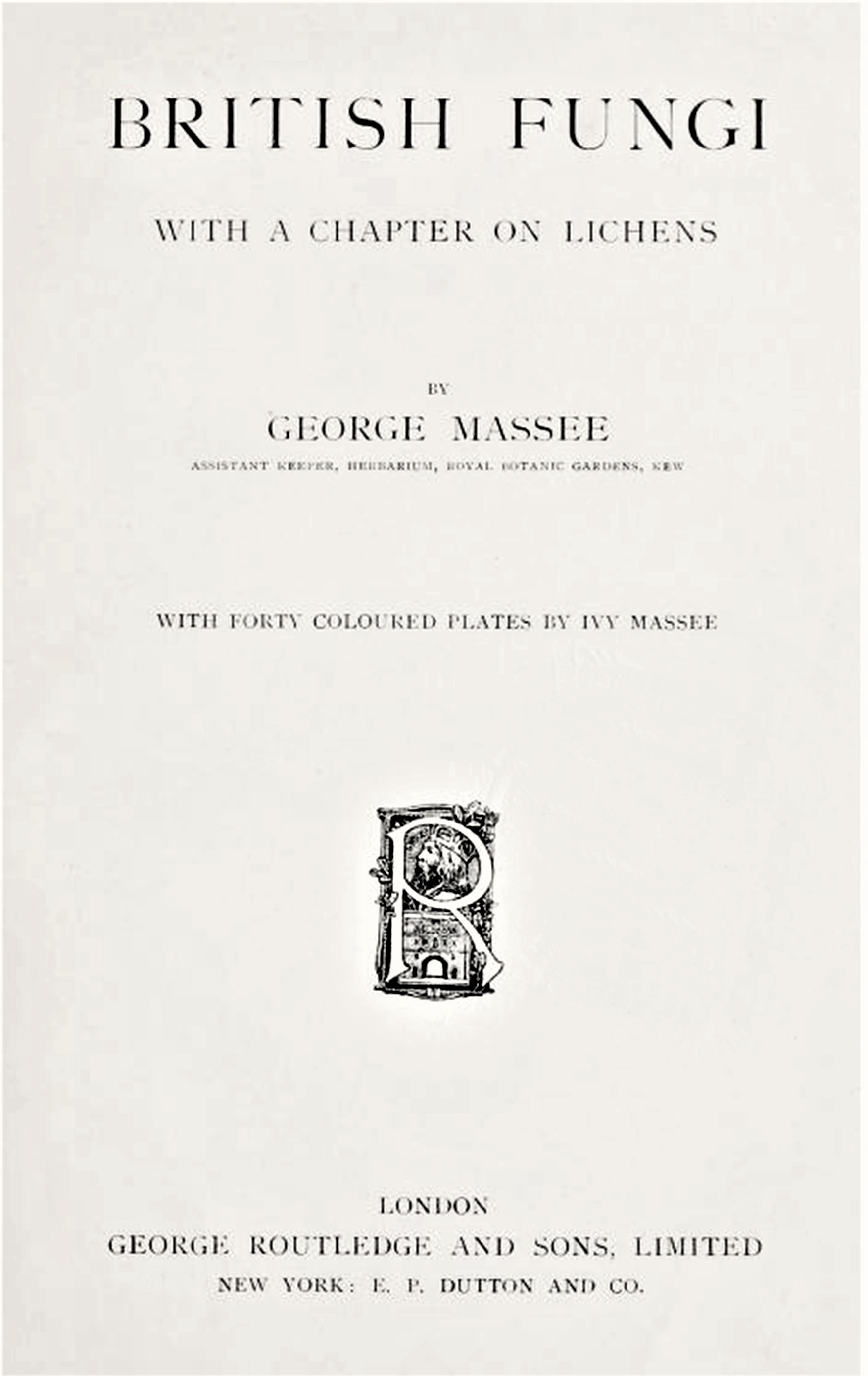
G. E. Massee - British Fungi

- On Gasterolichenes, a new type of the group Lichenes, în: Phil. Trans. Royal Society London, Londra 1887, nr. 178, p. 305–309, pl. 25
- British fungi : with a chapter on lichens, Editura George Routledge and Sons, Limited, Londra 1891, cu 40 plăci colorate de Ivy Massee
- A monograph of the Mycogastres, Editura Methuen, Londra 1892
- A new marine lichen, în: The Journal of Botany, British and Foreign, vol. 30, nr. 355, 1892, pl. 324, p. 193-194
- The British fungus flora, 4 volume, Editura George Bell, Londra 1892-1895
- Fungi exotici, I, în: Bulletin of Miscellaneous Informations of the Royal Botanical Gardens Kew, Londra 1898, p. 113-136
- European fungus flora: Agaricaceae, Editura Duckworth, Londra 1902
- Larch and Spruce Fir Canker, Editura His Majesty's Stationery Office, Londra 1902
- The fungus flora of Yorkshire, Editura A. Brown, Londra 1905 (împreună cu Charles Crossland)
- Diseases of cultivated plants and trees, Editura Macmillan, Londra 1910
- British fungi : with a chapter on lichens, Editura George Routledge and Sons Limited, Londra 1911, (plăci de  Ivy Massee)
- Mildews, rusts, and smuts, Editura Dulau & Co, Londra 1913 (plăci de Ivy Massee)
- Fungi Exotici: XVII, în: Bulletin of Miscellaneous Information of Royal Botanic Gardens, Kew, Londra 1914, vol. 2, p. 72-76